# Kagiri Aru Hibiki
Singles de Nanase Aikawa
Mangekyou / Unlimited
(2004) Everybody Goes
(2006)
Kagiri Aru Hibiki est le 26e single de Nanase Aikawa, sorti sous le label Avex Trax le 19 janvier 2005 au Japon. Il atteint la 62e place du classement de l'Oricon et reste classé pendant une semaine pour un total de 2 000 exemplaires vendus. Kagiri Aru Hibiki se trouve sur le mini album The First Quarter et sur la compilation Rock or Die. Radiance Moon se trouve aussi sur le mini album The First Quarter.

## Liste des titres
| 1. | Kagiri Aru Hibiki (限りある響き) |  |
| 2. | Radiance Moon                    |  |